# Pungitius stenurus
Pungitius stenurus — вид лучепёрых рыб семейства колюшковых. Пресноводная бентопелагическая рыба. Обитает в Китае. Самцы строят для икры гнёзда и охраняют их. Вид не имеет промыслового значения и для людей безвреден.